# Moutari Moussa
Moutari Moussa (* 1948 in Mirriah) ist ein nigrischer Politiker. Er war von 1989 bis 1991 sowie von 1996 bis 1999 Präsident der Nationalversammlung Nigers.

## Leben
Moutari Moussa gehört der Volksgruppe der Hausa an. Er besuchte Schulen in Mirriah und Tessaoua und trat danach in den Staatsdienst. Von 1975 bis 1977 war er stellvertretender Unterpräfekt und von 1977 bis 1978 Unterpräfekt des Arrondissements Dosso. Moussa studierte während der folgenden drei Jahre an der École nationale d’administration, der nationalen Verwaltungsschule in der Hauptstadt Niamey. Anschließend war er von 1981 bis 1983 als Unterpräfekt des Arrondissements Say tätig. 1984 machte er eine Verwaltungsausbildung am Centre d’Etudes Economiques et Financières in Paris und war von 1985 bis 1987 als Unterpräfekt des Arrondissements Tillabéri eingesetzt.
Staatschef Ali Saibou bestimmte Moutari Moussa 1987 zum Vorsitzenden des Nationalen Entwicklungsrats. In diesem Amt folgte er Mamane Oumarou nach. Der Aufstieg des wenig bekannten Moussa an die Spitze des potentiell mächtigen Gremiums galt als überraschend. Moussa war damit betraut, nach dem Nationalcharta-Referendum von 1987 die staatlichen Institutionen der Zweiten Republik vorzubereiten, die durch das Verfassungsreferendum von 1989 begann. Bei den Parlamentswahlen von 1989 trat Moussa für damalige Einheitspartei MNSD-Nassara an und gewann im Wahlkreis Mirriah einen Sitz in der Nationalversammlung. Er wurde noch im selben Jahr zum Präsidenten der Nationalversammlung gewählt, was er bis 1991 blieb, als die Nationalversammlung durch ein Übergangsparlament ersetzt wurde. Bei den Parlamentswahlen von 1993 und den Parlamentswahlen von 1995 wurde er jeweils im Wahlkreis Zinder als MNSD-Nassara-Abgeordneter wiedergewählt. Moussa gehörte dem Weisenrat nach dem Militärputsch durch Ibrahim Baré Maïnassara im Jahr 1996 an. Er wurde Mitglied der UNIRD, der neuen Partei des Staatschefs Baré Maïnassara. Bei den Parlamentswahlen von 1996 zog Moussa für die UNIRD ins Parlament ein und wurde erneut zum Parlamentspräsidenten gewählt, was er bis zum Militärputsch durch Daouda Malam Wanké im Jahr 1999 blieb. Moussa war von 1997 bis 1999 Vorsitzender der Union afrikanischer Parlamentarier. Durch die Parlamentswahlen von 1999 wurde er Abgeordneter für die UNIRD-Nachfolgepartei RDP-Jama’a. Von 2000 bis 2004 war er zudem als Mitglied der interparlamentarischen Kommission der UEMOA tätig. Im Mai 2008 wurde Moussa zum Kantonschef von Mirriah gewählt, eines Amts mit hohem Prestige im System der chefferie traditionnelle, der traditionellen Lokalherrscher.

## Ehrungen
- Großoffizier des Ordre de la Pléiade[2]